# Budiná
Budiná (ungarisch Budaszállás – bis 1907 Budalehota) ist eine Gemeinde im Süden der Slowakei mit 198 Einwohnern (Stand 31. Dezember 2024). Sie gehört zum Okres Lučenec, einem Kreis des Banskobystrický kraj, und ist zugleich Teil der traditionellen Landschaft Novohrad.

## Geographie

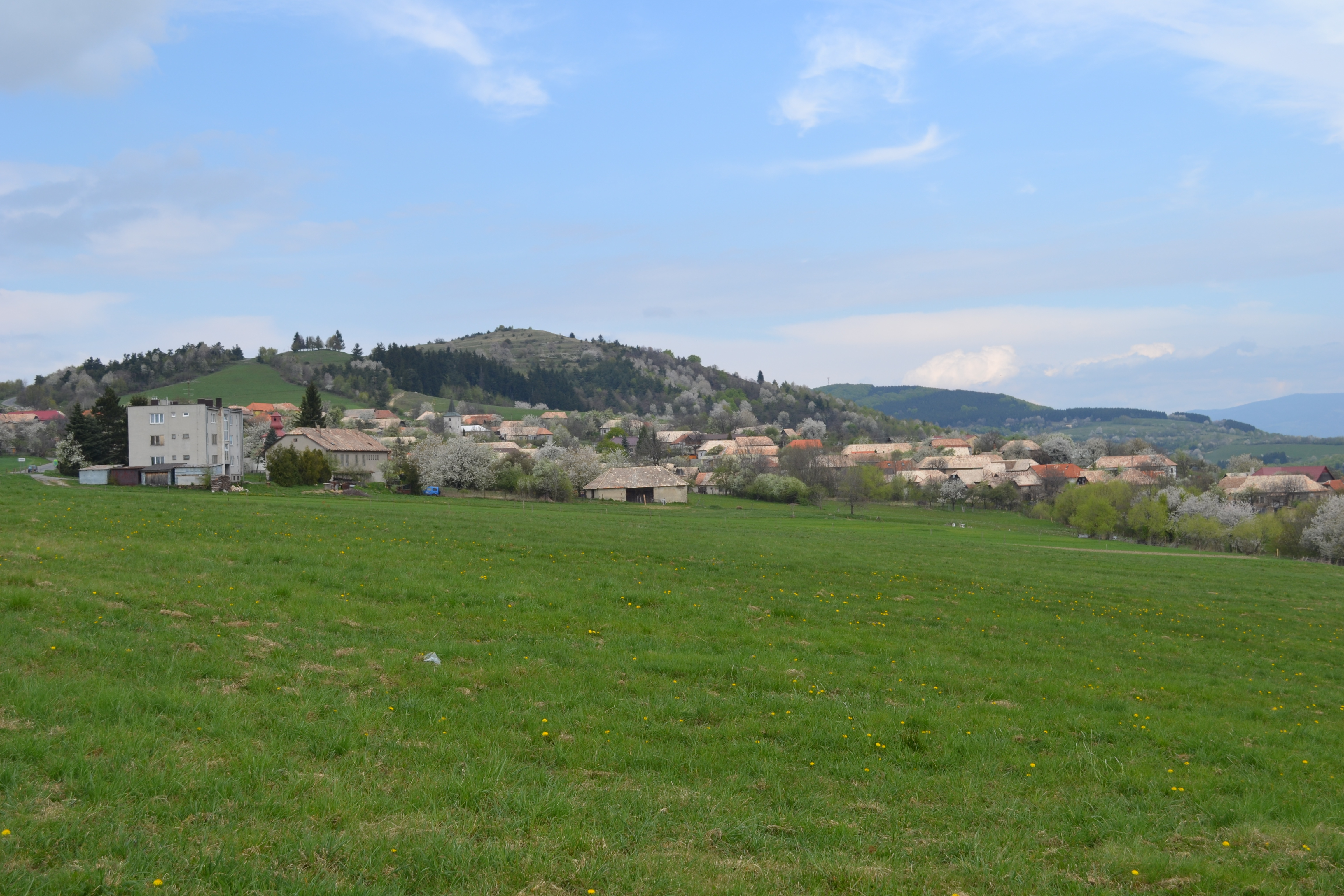
Blick auf Budiná

Die Gemeinde befindet sich im Gebirge Ostrôžky. Am Ort vorbei fließen die Bäche Tuhársky potok (westlich) und Budinský potok mit ihren Quellen bei den Weilern von Budiná (slowakisch Budinské lazy), beide im Einzugsgebiet des Krivánsky potok, der ebenfalls in der Nähe entspringt. Der höchste Punkt des Gemeindegebiets ist der Javor mit 821 m n.m. Das Ortszentrum liegt auf einer Höhe von 636 m n.m. und ist 18 Kilometer von Detva sowie 24 Kilometer von Lučenec entfernt.
Nachbargemeinden sind Divín im Norden und Osten, Tuhár im Süden und Südwesten, Ábelová im Westen sowie Detva und Podkriváň im Nordwesten.

## Geschichte

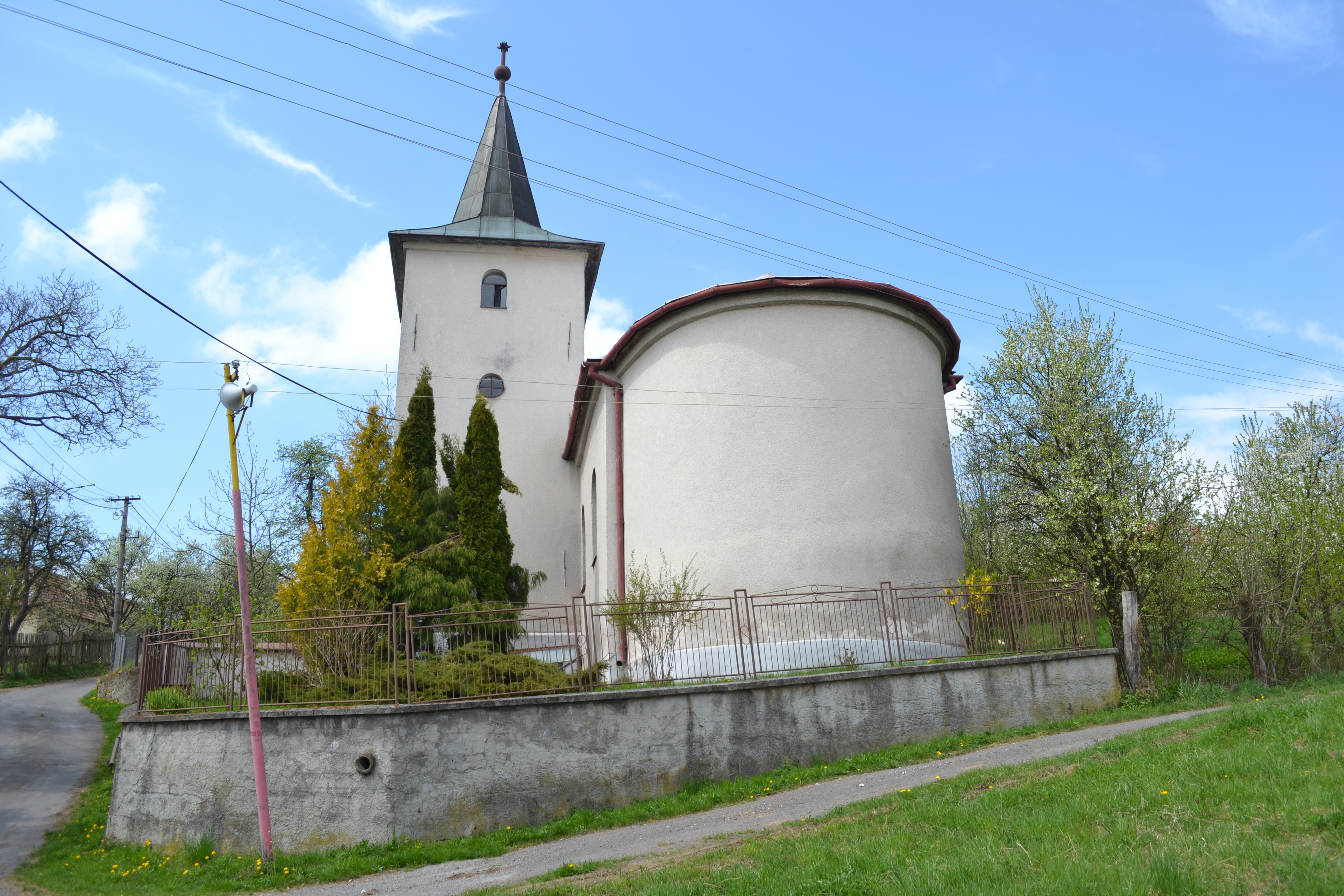
Evangelische Kirche in Budiná

Budiná wurde zum ersten Mal 1393 als Brtolehutaya schriftlich erwähnt und lag in der Herrschaft der Burg Divín. Zwischen 1554 und 1595 gehörte das Gebiet zum Osmanischen Reich und dort lag das Dorf im Sandschak Szécsény. 1720 gab es 15 Untertanen-Haushalte, 1828 zählte man 84 Häuser und 727 Einwohner, die als Landwirte, Viehhalter und Hersteller von Trögen beschäftigt waren.
Bis 1918/1919 gehörte der im Komitat Neograd liegende Ort zum Königreich Ungarn und kam danach zur Tschechoslowakei beziehungsweise heute Slowakei. Bei einem Großbrand im Jahr 1940 brannten 36 Häuser nieder. Im Oktober 1944, im Zuge des Slowakischen Nationalaufstandes, ereigneten sich bei den Weilern von Budiná schwere Gefechte. Am 24. Januar 1945 töteten NS-deutsche Truppen 19 Menschen, davon neun sowjetische Partisanen.

## Bevölkerung
| Jahr                | 1994 | 2004     | 2014     | 2024     |
| ------------------- | ---- | -------- | -------- | -------- |
| Anzahl der Personen | 390  | 303      | 254      | 198      |
| Unterschied         |      | −22,30 % | −16,17 % | −22,04 % |

| Jahr                | 2023 | 2024    |
| ------------------- | ---- | ------- |
| Anzahl der Personen | 196  | 198     |
| Unterschied         |      | +1,02 % |

Gemäß der Volkszählung 2011 wohnten in Budiná 263 Einwohner, davon 256 Slowaken und ein Tscheche. Sechs Einwohner machten keine Angabe zur Ethnie.
142 Einwohner bekannten sich zur römisch-katholischen Kirche und 101 Einwohner zur Evangelischen Kirche A. B. Drei Einwohner waren konfessionslos und bei 17 Einwohnern wurde die Konfession nicht ermittelt.

## Bauwerke und Denkmäler
- evangelische Kirche im klassizistischen Stil aus dem Jahr 1809
- Denkmal an die Gefallenen im Zweiten Weltkrieg aus dem Jahr 1961
- Gedenktafel an den Slowakischen Nationalaufstand